# Manchuer
Manchuerne er et tungusisk folk i Manchuriet i den nordøstlige del af det nuværende Kina. De udgjorde omkring 10 millioner mennesker (år 2000). Det traditionelle sprog er manchuisk, men det benyttes kun af et fåtal. Manchuerne besejrede i 1600-tallet Ming-dynastiet, overtog magten i Kina og indførte Qing-dynastiet i 1644. Det bestod til Xinhai-revolutionen i 1911, som styrtede kejserdømmmet.
Manchuerne er blandt de oprindelige indbyggere i Manchuriet og tilhører den manchuu-tungusiske gren af den altaiske folke- og sprogstamme. Manchusproget var under Qing-dynastiet hoffets og den højere administration officielle sprog i det kejserlige Kina og måtte læres af alle embedsmænd. Manchuerne betragtede det tungusiske jurchenfolk som sine ældste forfædre, som kineserne kalder nüzhen. Efter kinesiske kilder boede de i begyndelsen af 900-tallet mellem floderne Amur i nord og Sungari i vest og var underlagt khitanerne, som antagelig også var af tungusisk herkomst.
I 1114 gjorde jurchen-folket sig uafhængigt og erobrede under deres høvding Aguda og hans dynasti, «Jin» , efterhånden hele det store khitanrige (hele det østlige Centralasien og en del af det nordlige Kina) samt andre dele af Kina, med selve hovedstaden Nanjing (nu Beijing). Men efter Djengis Khan erobrede Kina (1215), vendte hans efterfølgere sig mod jurchen-folket. Jin-dynastiet blev styrtet (1234), og jurchenstammerne blev trængt til Liaodong i den sydlige del af det senere Manchuriet.
I begyndelsen af 1600-tallet forenede høvding Nurhaci, manchuernes nationalhelt, flere beslægtede stammer under det fælles navn manchu og gjorde sig i 1616 uafhængig af Ming-dynastiet i Kina. Hans efterfølger indtog Beijing i 1644 og gjorde syvårige Shunzi til kejser. Efter kort tid var hele det kinesiske rige erobret af manchuernes dynasti Qing, som bestod til 1911.
Traditionelt var manchuerne for det meste et bofast, landbrugs- og håndværksorienteret folk. De gik over til buddhismen. Kun nogle få nordlige stammer, soloner, daurer og andre som nærmere er tunguser, holdt fast ved deres gamle shamanisme og nomadiske leveform. I militær henseende var manchuerne inddelt i De otte bannere.
Efter revolutionen i 1911 mistede manchuerne deres særstilling og blev udsat for et hårdt assimilationstryk. De er regnet med i Folkerepublikken Kina som en offentlig anerkendt national minoritet.